# Енвер Ћемаловић
Енвер Ћемаловић (Мостар, 23. април 1920 — Загреб, 9. мај 1995) био је учесник Народноослободилачке борбе, генерал-пуковник авијације-пилот ЈНА и друштвено-политички радник СФРЈ и СР Босне и Херцеговине. У периоду од 1972. до 1979. обављао је функцију команданта Југословенског ратног ваздухопловства и противваздушне одбране.

## Биографија
Ћемаловић је рођен 23. априла 1920. године у Мостару. До рата је завршио Средњу техничку школу — машински одсек у Загребу и Пилотску школу за резервне официре у Панчеву. Члан Савеза комунистичке омладине Југославије (СКОЈ) је био од 1937. године, а Комунистичке партије Југославије (КПЈ) од 23. октобра 1941. године.
После окупације одмах се укључио у Народноослободилачки покрет (НОП), али је убрзо ухапшен. Успешно бежи из затвора и прикључује се Коњичком партизанском одреду. У Народноослободилачкој борби је био политички комесар чете, заменик политкомесара Друге чете Мостарског батаљона и политкомесар Мостарског батаљона (1942), политкомесар Коњичког партизанског одреда (1944), политкомесар 10. херцеговачке бригаде (1944) и политкомесар 42. јуришне ваздухопловне дивизије НОВЈ (1945).
После рата је обављао дужност политкомесара 37. јуришне ваздухопловне дивизије, од ослобођења до 1949. године, у чину потпуковника. Потом је послат на школовање, као слушалац КША РВ — Ваздухопловног факултета, 1949. до 1951. године, као и у Командно-генералштабну школу у Сједињеним Америчким Државама (енгл. US Army Command and General Staff College). У РВ и ПВО се налазио на дужностима команданта 29. јуришне ваздухопловне дивизије, коју обавља од 27. јануара 1951. године до 13. јула 1956. године, у чину пуковника. Затим је био начелник Прве управе Штаба Команде РВ и ПВО, од 13. јула 1956. до 19. маја 1964. године, командант Петог ваздухопловног корпуса (5. ВаК), од 19. маја 1964. до 26. фебруара 1970. године, начелник Штаба Команде РВ и ПВО, од 26. фебруара 1970. године до 26. јуна 1972. године и командант РВ и ПВО и истовремено помоћник Савезног секретара за народну одбрану СФРЈ Николе Љубичића за РВ и ПВО, од 26. јуна 1972. до 1980. године.
Унапређен је у чин мајора 1944, потпуковника 1. марта 1945, пуковника 21. маја 1951. године, генерал-мајора 22. децембра 1965. године, генерал-потпуковника 22. децембра 1965. године и генерал-пуковника 22. децембра 1973. године.
Пензионисан је 31. децембра 1980. године у чину генерал-пуковника ЈНА. По одласку у пензију, посветио се друштвено-политичком раду. Био је активан као делегат у Савезној конференцији ССРН Југославије и Савезном одбору СУБНОР-а Југославије, а био је и члан Председништва СУБНОР-а Босне и Херцеговине и члан Савета СР Босне и Херцеговине, те председник Одбора за историју револуционарног радничког покрета и НОБ-а Мостара.
Године 1986. објавио је књигу „Мостарски батаљон”.
Преминуо је 1995. године. Живео је у Загребу, где је и сахрањен.

## Одликовања
Носилац је Партизанске споменице 1941. и других иностраних и југословенских одликовања, међу којима су:
- Орден братства и јединства са златним венцем,
- Орден народне армије са ловоровим венцем (двапут),
- Орден за војне заслуге са великом звездом,
- Орден партизанске звезде са сребрним венцем,
- Орден заслуга за народ са сребрним зрацима,
- Орден народне армије са златном звездом,
- Орден за храброст,
- Орден народне армије са сребрном звездом.